# Confederación Nacional de la Construcción
La Confederación Nacional de la Construcción, CNC, es una organización empresarial constituida en España en 1977 que reúne a casi todas las asociaciones existentes en el sector, abarcando todos los ámbitos y actividades. La CNC ha sido pionera en el asociacionismo empresarial contribuyendo a la fusión de los diferentes movimientos empresariales que dieron lugar a lo que hoy es la CEOE. Además suscribió, con los sindicatos más representativos, el Convenio General de la Construcción, en cuyo marco surgió la Fundación Laboral de la Construcción. Esta organización paritaria centra sus esfuerzos en el fomento de la formación profesional, la mejora de la salud laboral y la prevención de accidentes laborales. Su presidente es Pedro Fernández Alén.